# Crying in the Rain

Crying in the Rain est une chanson écrite par Howard Greenfield et Carole King.
Les premiers à l'enregistrer sont les Everly Brothers, en 1961 : leur version (avec I'm Not Angry de Jimmy Howard en face B) se classe 6e aux États-Unis et au Royaume-Uni.
En 1990, elle est reprise par le groupe de pop norvégien a-ha en ouverture de leur quatrième album, East of the Sun, West of the Moon. Le single (avec (Seemingly) Non-stop July en face B) se classe 1er dans leur pays d'origine, 13e au Royaume-Uni, et dans le Top 20 de plusieurs autres pays.
Crying in the Rain a également été reprise par The Warriors (Premier groupe de Jon Anderson, chanteur de Yes) en 1965, Peter and Gordon, Crystal Gayle (sur l'album Hollywood, Tennessee, 1981), Tammy Wynette (sur l'album You Brought Me Back, 1981), Art Garfunkel (sur l'album Up 'til Now, 1993), Chris de Burgh (sur l'album Footsteps, 2008),  Danzig (sur l'album Skeletons 2015) et Urban Symphony, un groupe estonien qui l'a repris lors d'un gala.
Elle a fait l'objet d'une reprise en français sous le titre J'irai pleurer sous la pluie, par Richard Anthony (1962).